# Xã Auburn, Quận Lincoln, Arkansas
Xã Auburn (tiếng Anh: Auburn Township) là một xã thuộc quận Lincoln, tiểu bang Arkansas, Hoa Kỳ. Năm 2010, dân số của xã này là 3.462 người.